# Save the Children
Pour les articles homonymes, voir Save the Children (homonymie).
Save the Children est une ONG qui défend les droits de l'enfant à travers le monde. Cette organisation se présente comme « le plus grand mouvement mondial indépendant œuvrant pour les enfants ».

## Structure
Elle s'est constituée en alliance internationale (Alliance International Save the Children) dont le secrétariat est à Londres et qui chapeaute et coordonne les 27 bureaux nationaux de Save the Children. Chaque bureau travaille en faveur des enfants de son pays, mais aussi à l'échelle internationale.
À New York, Genève et Bruxelles, Save the Children dispose de bureaux « politiques » engagés dans le travail d'influence, que ce soit sur les Nations unies ou l'Union européenne, afin d'optimiser la coordination avec les Nations unies et les autres.
Save the Children est active dans plus de 110 pays, dans les domaines de l'aide humanitaire d'urgence comme de l'aide au développement à long terme, à travers le parrainage d'enfants.

## Historique

### Création et débuts

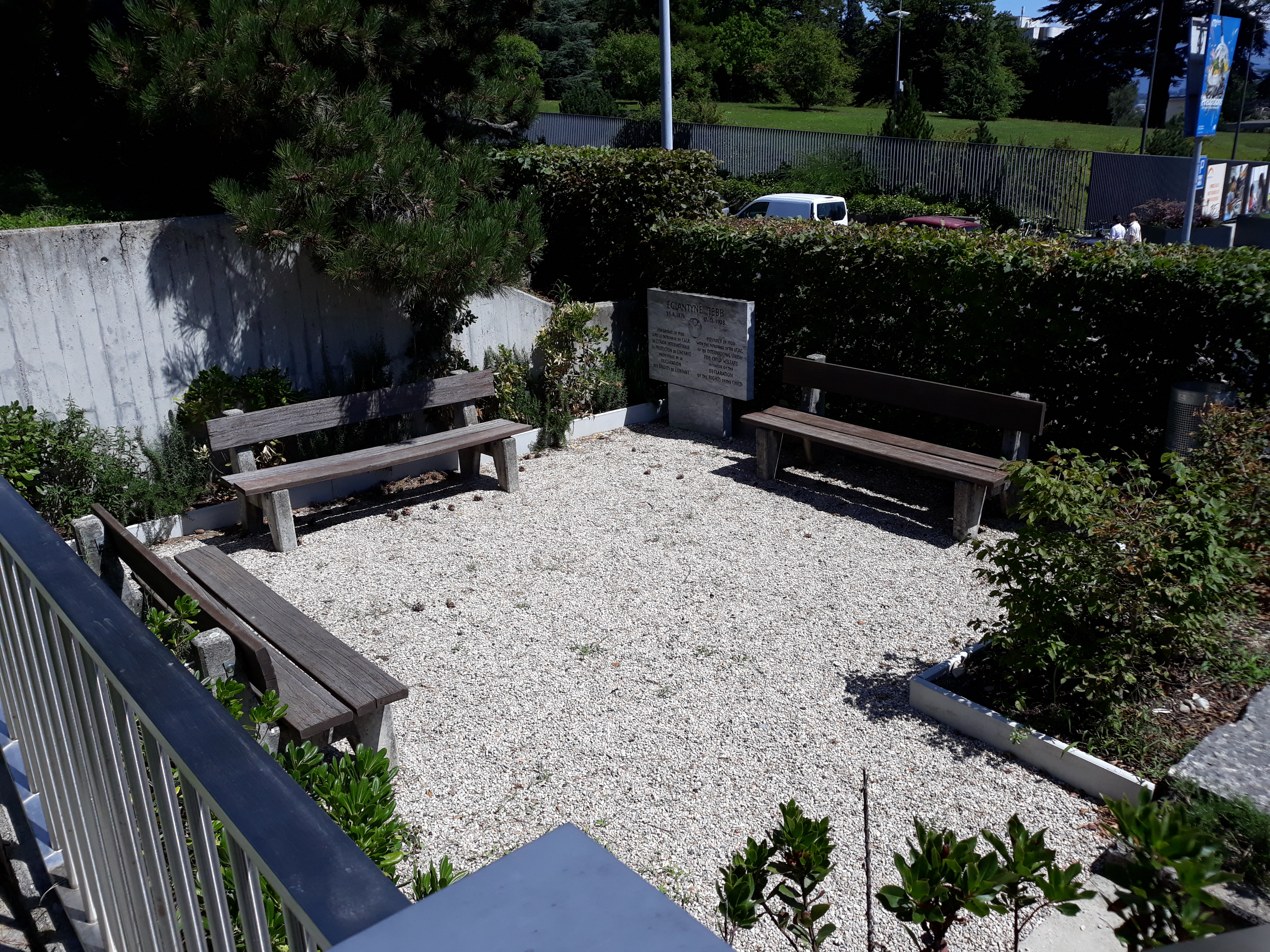
Mémorial à Eglantyne Jebb, fondatrice de l'Union internationale de protection de l'enfance sur le terrain du CICR à Genève.

L'histoire de Save the Children débute à Londres en 1919, avec la création de la première association Save the Children par les deux sœurs britanniques Eglantyne Jebb et Dorothy Bruxton. L'année suivante, l'« Union internationale » est fondée. Elle sera à l'avant-garde de la lutte pour les droits de l'enfance à l'échelle internationale, puisque c'est elle qui préparera la « Déclaration de Genève », adoptée par la Société des Nations en 1924 et prélude à la Convention internationale des droits de l'enfant de 1989.
Durant la Grande Dépression et la Seconde Guerre mondiale, Save the Children continue ses activités, en particulier grâce aux organisations des pays neutres qui agiront pour le compte de celles des pays en guerre.
L'Alliance internationale est formellement[Quoi ?] créée en juin 1989[réf. nécessaire], soit quatre mois avant l'adoption de la Convention relative aux droits de l'enfant, qui sert de base à toute l'action de Save the Children.
En décembre 2016, Frontex, l'agence européenne responsable de la coordination des activités des garde-frontières dans le maintien de la sécurité des frontières de l'Union avec les États non-membres, accuse les organisations caritatives, dont Save the Children, de collusion avec les passeurs de migrants en Méditerranée. Un rapport confidentiel indique que des migrants avaient reçu « des indications claires avant le départ sur la direction précise à suivre pour atteindre les bateaux des ONG ».
L'ONG cesse ses activités en Corée du Nord en 2018, ne pouvant plus délivrer d'aide humanitaire à cause des sanctions internationales.
En mars 2021, des responsables de Save the Children, Médecins sans frontières et Jugend Rettet sont accusés d’avoir facilité le trafic de migrants, notamment en communiquant avec les trafiquants,. L’ONG est notamment mise en cause par des vidéos retrouvées par la police lors d’une perquisition : le 26 juin 2017, au large de la Libye, le navire affrété par l’ONG avait été approché par un complice des passeurs avant que n’arrivent finalement les deux embarcations de migrants. Save the Children a répondu avoir « toujours agi dans le respect de la loi et du droit international en coopération constante avec le centre de coordination de contrôle de Rome», expliquant avoir pour seul but de «sauver des vies humaines ».

### Attaques contre Save the Children
Au Tchad, le 1er mai 2008, dans le convoi entre Farchana et Hajir Hadid, Pascal Marlinge, 49 ans, travailleur humanitaire français chef de l'antenne de Save the Children à Abéché est abattu d'une balle dans la tête,.
Le 24 janvier 2018, le siège de l'ONG à Jalalabad, dans l'est de l'Afghanistan, est attaqué.

### Save the Children et le réalisateur Ken Loach
En 1969, Save the Children avait commandé un film à Ken Loach, mais le résultat (The Save the Children Fund Film) a tellement déplu à l'association qu'elle a cherché à en détruire les copies.

## Liste partielle des dirigeants
| Identité                             | Période            | Période   | Durée |
| Identité                             | Début              | Fin       | Durée |
| ------------------------------------ | ------------------ | --------- | ----- |
| Helle Thorning-Schmidt (née en 1966) | 2016               | juin 2019 | 3 ans |
| Inger Ashing (d) (née en 1974)       | 1er septembre 2019 |           |       |

## Récompenses
- 1994 : Lauréat du prix Princesse des Asturies de la concorde.
- 2013 : 40e meilleure ONG du Monde selon The Global Journal (en).

## Sources et bibliographie
- (fr) Clare Mulley, La femme qui a sauvé les enfants : une biographie d'Eglantyne Jebb Fondatrice de Save the Children, Oneworld Publications, 2009, 350 p.  (ISBN 978-1851686575)